# 342431 Hilo
342431 Hilo è un asteroide della fascia principale. Scoperto nel 2008, presenta un'orbita caratterizzata da un semiasse maggiore pari a 2,6189421 UA e da un'eccentricità di 0,2746188, inclinata di 11,71118° rispetto all'eclittica.